# Ханс Албрехт фон Геминген (1624 – 1685)
Ханс Албрехт (Алберт) фон Геминген (на немски: Hans Albrecht von Gemmingen; Freiherr Albert von Gemmingen-Widdern; * 1624; † 27 юли 1685) е благородник от стария алемански рицарски род Геминген в Крайхгау в Баден-Вюртемберг от линията „Б (Хорнберг) на фрайхерен фон Геминген“ и „линията Некарцимерн/Бюрг“, господар на Видерн, Майенфелс (днес във Вюстенрот) и Лайбенщат (част от Аделсхайм).
Той е най-малкият син на Йохан Конрад фон Геминген (1584 – 1632) и втората му съпруга Сибила Мария фон Хелмщат (1588 – 1663), дъщеря на Петер фон Хелмщат (ок. 1563 – сл. 1612) и Анна фон Цайзкам (ок. 1560 – 1603).
При смъртта на баща му 1632 г. той и живите му братя и сестри са още малолетни и са поставени под опекунство. Ханс Албрехт наследява 1632 г. фамилната собственост във Видерн. Брат му Филип Кристоф (1621 – 1660) наследява Майнфелс, умира обаче бездетен, и така Майенфелс отива отново на Ханс Албрехт. 
Ханс Албрехт влиза в императорската войска и става офицер в регимента на граф фон Шпонек. През 1644 г. неговият опекун Вайпрехт фон Геминген моли за неговото освобождаване. Понеже Ханс Албрехт е още млад трябва да служи още една година. (1534 – 1581). През 1646 г. Ханс Албрехт се жени и съпругата му донася правото на наследство от наследството на нейната майка в Шюпфергрунд. Той е погребан със съпругата му във Видерн.
Син му Фридрих наследява Майенфелс, син му Йохан Райнхард наследява Видерн. Двамата му сина се женят с дъщери на Ахилес Кристоф фон Геминген (1619 – 1676), внукът на Еберхард фон Геминген († 1635) от клон Бюрг-Престенек.

## Фамилия
Ханс Албрехт/Алберт се жени 1646 г. за Анна Кунегонда Зенфт фон Зулбург (1629 – 1676), дъщеря на
Хайнрих Якоб Зенфт фон Зулбург и Филипа Маргарета фон Щетен, дъщеря на Каспар фон Щетен и Агата фон Геминген (1566 – 1606), дъщеря на Дитрих фон Геминген (1526 – 1587) и Анна Катарина фон Найперг (1534 – 1581). Те имат девет деца:
- Хелена Мария (* 6 януари 1650, Видерн; † 6 май 1703, Ягстхаузен), омъжена на 14 септември 1669 г. във Видерн за фрайхер Йохан Волфганг фон Берлихинген (* 8 март 1643, Ягстхаузен; † 18 февруари 1701, Ягстхаузен)
- Бенигна (* 1654), омъжена за Мелхиор фон Вестербург
- Албрехт (1655 – 1667)
- Филипа (* 1657)
- Мария Юлиана (1658 – 1677)
- София Амалия (1659 – 1739), омъжена за Фридрих Дитрих фон Цилнхардт
- Еберхард Вилхелм (1663 – 1697)
- Фридрих (* 1668), женен за София Маргарета фон Геминген
- Йохан Райнхард (1648 – 1713), женен I. за Кара Сибила фон Геминген, II. 1688 г. за фрайин Кристина фон Бетендорф (1663 – 1704), III. 1704 г. за Ева Мария фон Геминген-Геминген